# Río Viejo, Bolívar
Río Viejo är en ort i Colombia.   Den ligger i departementet Bolívar, i den norra delen av landet, 400 km norr om huvudstaden Bogotá. Río Viejo ligger 37 meter över havet och antalet invånare är 6 963.
Terrängen runt Río Viejo är mycket platt. Runt Río Viejo är det ganska glesbefolkat, med 27 invånare per kvadratkilometer. Río Viejo är det största samhället i trakten. Trakten runt Río Viejo består huvudsakligen av våtmarker.